# Willie Naulls
Willie Naulls (Dallas, 7 de outubro de 1934 – 22 de novembro de 2018) foi um jogador de basquete norte-americano que atuou na posição de Ala-pivô.
Defendeu St. Louis Hawks, New York Knicks, San Francisco Warriors e Boston Celtics. Por este último, foi campeão da NBA nas temporadas 1963-64, 1964-65 e 1965-66.